# ألان باتريك
ألان باتريك (بالإنجليزية: Alan Patrick) مواليد 13 فبراير 1991، هو لاعب كرة قدم برازيلي. يلعب كلاعب وسط مع نادي شاختار دونيتسك.

## أندية لعب لها
- نادي سانتوس
- نادي بالميراس
- نادي إنترناسيونال
- نادي شاختار دونيتسك
- نادي فلامنغو
- نادي بالميراس

## روابط خارجية
- ألان باتريك على موقع الاتحاد الأوربي (الإنجليزية)
- ألان باتريك على موقع اتحاد أوكرانيا (الإنجليزية)
- ألان باتريك على موقع قاعدة بيانات كرة القدم.إي يو (الإنجليزية)
- ألان باتريك على موقع Soccerway.com (الإنجليزية)
- ألان باتريك على موقع عالم كرة القدم.نت (الإنجليزية)
- ألان باتريك على موقع AS.com (الإسبانية)